# 699
699 (DCXCIX) je bilo navadno leto, ki se je po julijanskem koledarju začelo na sredo.

## Dogodki
- 1. januar

## Rojstva
- Dagobert III., kralj Frankov († 715)